# Лъмби
Лъмби (на английски: Lumbee) е северноамериканско индианско племе, което живее в окръг Робсън в югоизточна Северна Каролина и в няколко окръга на североизточна Южна Каролина. Членове на племето живеят също така и в някои големи градове като Балтимор, Филаделфия и Детройт. Лъмби получават частично признаване като племе от федералното правителство през 1956 г. В началото на 21 век Нацията лъмби има над 55 000 записани членове и е най-голямото индианско племе на изток от река Мисисипи.

## Произход
Произходът на лъмби е доста неясен. Лъмби е сравнително ново племе, сформирано от остатъци от различни племена, които населяват Вирджиния, Южна Каролина и Северна Каролина през 16 и 17 век, както и от потомци на англоамериканци и афроамериканци. Някои учени смятат, че лъмби произлизат от племето черо и от други сиуговорещи племена, които се смесват през 17 век. Други учени твърдят, че племето е сформирано от бежанци от племената хатерас, кроатан, чероки и тускарора. Трети твърдят, че племето се появява в резултат на смесването на различни племена с оцелелите потомци на английската колония на остров Роанок и мулати.

## История
Блатистата местност около река Пиди предоставя добро убежище на бежанци от малките племена в региона, принудени да бягат от враговете си и от белите селища. За пръв път хора от племето се срещат с британците в началото на 18 век. По това време вече те не поддържат индианските традиции и обичаи, и само цветът на кожата им подсказва индиански произход. Не е известно да са говорели и друг език освен английски. Необезпокоявано, лъмби продължават да живеят в района на река Лъмбър до 1760те, когато постепенно започват да губят земите си. По време на Гражданската война много от техните мъже са мобилизирани да помагат на Конфедерацията. Тези, които отказват да се подчиняват са нападани и наказвани от войниците. След войната племето моли правителството за федерално признаване, но им е отказано с мотива, че са свободни цветнокожи, а не индианци.